# Przeworno
Przeworno (in tedesco Prieborn) è un comune rurale polacco del distretto di Strzelin, nel voivodato della Bassa Slesia.
Ricopre una superficie di 111,96 km² e nel 2004 contava 5 313 abitanti.